# Kvartett
För andra betydelser, se Kvartett (olika betydelser).
Kvartett är en samling om fyra. Förutom en samling om fyra personer i största allmänhet kan ordet syfta på 
- musikensembler för fyra personer, samt musikstycken för sådana
- sångkvartett
- stråkkvartett

Bland kända musikkvartetter inom populärmusiken kan nämnas the Beatles och Abba. Gruppen The Bear Quartet är trots sitt namn inte en kvartett.